# Cuon alpinus europaeus
Cuon alpinus europaeus — вимерлий підвид куона гірського або червоного вовка, що мешкав на більшій частині Західної та Центральної Європи впродовж другої половини плейстоцену. Він практично не відрізнявся від сучасного гірського куона, за винятком помітно більшого розміру. За своїми розмірами Cuon alpinus europaeus наближався до сучасного сірого вовка..
Він вимер на території Європи в кінці останнього льодовикового періоду, хоча, можливо, зберігся на Піренейському півострові до початку голоцену. Одним з факторів, що сприяв його вимиранню, була міжвидова конкуренція з сірим вовком і іншими великими псовими.